# بيتر بول
بيتر بول (بالإنجليزية: Peter Bull)‏ هو ممثل بريطاني (وحمل سابقاً جنسية المملكة المتحدة لبريطانيا العظمى وأيرلندا)، ولد في 21 مارس 1912 بلندن في المملكة المتحدة، وتوفي بنفس المكان في 20 مايو 1984 بسبب نوبة قلبية.

## أعمال

### أفلام
- (1951) الملكة الإفريقية
- (1963) توم جونز
- (1964) دكتور سترينجلوف[3][4]
- (1967) دكتور دوليتل

## وصلات خارجية
- بيتر بول على موقع IMDb (الإنجليزية)
- بيتر بول على موقع ميوزك برينز (الإنجليزية)
- بيتر بول على موقع أول موفي (الإنجليزية)
- بيتر بول على موقع قاعدة بيانات برودواي على الإنترنت (الإنجليزية)
- بيتر بول على موقع قاعدة بيانات الأفلام السويدية (السويدية)
- بيتر بول على موقع ديسكوغز (الإنجليزية)
- بيتر بول على موقع قاعدة بيانات الفيلم (الإنجليزية)